# Балканец
Балканец (болг. Балканец) — село в Болгарии. Находится в Ловечской области, входит в общину Троян. Население составляет 234 человека.

## Политическая ситуация
Балканец подчиняется непосредственно общине и не имеет своего кмета.
Кмет (мэр) общины Троян — Минко Цочев Акимов (Граждане за европейское развитие Болгарии (ГЕРБ)) по результатам выборов.